# Bittere Pillen (Ratgeber)
Bittere Pillen ist ein Ratgeberbuch der Autoren Kurt Langbein, Hans-Peter Martin und Hans Weiss.
Das Buch bewertet über 15.000 rezeptpflichtige und frei verkäufliche Medikamente, Naturheilmittel und Homöopathika. Es wurde 1983 (mit der Co-Autorenschaft von Peter Sichrovsky) erstmals aufgelegt und erscheint beim Verlag Kiepenheuer & Witsch. Es wurde unter wissenschaftlicher Beratung von Ärzten und Pharmakologen verfasst und wirft einen kritischen Blick auf viele Produkte.

## Erfolg
Die erste Ausgabe war 49 Wochen lang in den Jahren 1983 und 1984 auf dem Platz 1 der Spiegel-Bestsellerliste.
Die letzte Ausgabe des Verlages war 'Bittere Pillen 2018–2020'.